# Apple CarPlay
Apple CarPlay — система компанії Apple, що дозволяє підключити iPhone, починаючи з iPhone 5, до мультимедіа-адаптованого автомобіля для інтеграції Siri і інших служб в автомобіль. Для роботи потрібно iOS 7.1 або вищу версію. CarPlay дозволяє транслювати на екран автомобіля застосунки і їхній вміст прямо зі смартфона, як от навігація, прослуховування музики, прочитання смс тощо.
Вперше концепт технології був представлений на щорічній презентації WWDC в червні 2013 року, тоді її назвали iOS In The Car.
Офіційно технологія була представлена широкій публіці в день відкриття Geneva International Motor Show у 2014 році. Саме на цій виставці операційна система для автомобілів отримала свою назву CarPlay.